# 1961 în informatică
- 1960 în informatică — 1961 în informatică — 1962 în informatică

1961 în informatică a însemnat o serie de evenimente noi notabile:

## Evenimente
- Este construit MECIPT-1, primul calculator electronic construit într-o universitate din România (Institutul Politehnic Timișoara) și al-doilea din țară după CIFA-1 (1957)